# Матія Мразович
Матія Мразович (хорв. Matija Mrazović; нар. 24 лютого 1824, Високо — пом. 13 червня 1896, Загреб) — хорватський політик, публіцист, правник. Мер Загреба у 1879—1881 роках.

## Життєпис
Народився в сім'ї Ладислава і Гелени Мразович у селі Високо поблизу Крижевців. Походив із південнослов'янської шляхетської родини, якій надав шляхетство Франц II у 1794 році. Навчався в Загребській класичній гімназії, яку закінчив 1842 року. Вищу освіту здобув на правничому факультеті Загребського університету.
З початком революції 1848—1849 років, коли хорватська армія перетнула Драву, Мразович був відряджений до складу воєнної комісії у Вараждин, де пробув до лютого 1849 р., склавши іспит на право займатися адвокатською діяльністю.
1852 року започаткував професійний часопис «Правник», у якому картав неоабсолютистський режим Баха. Був одним із засновників щоденної газети «Позор» 1860 року. Був прибічником ілліризму та одним із засновників і провідників Народної партії.
Виступав за врегулювання відносин між Хорватією та Австрією незалежно від відносин між Хорватією та Угорщиною. Вплинув на відставку бана Левіна Рауха (1871), а також на схвалення перегляду хорватсько-угорської угоди (1872).
1880 року із 16 депутатами Сабору заснував Незалежну народну партію. З 1879 по 1891 рік був міським головою Загреба, відзначившись розширеною комунальною програмою.
1881 року, у 57-річному віці, Мразович відійшов від політичного життя через клопоти зі здоров'ям. Того самого року у 32-річному віці помер його син, який уже роками хворів на туберкульоз. Навіть після закінчення своєї політичної кар'єри Мразович не полишив своєї діяльності у газеті «Обзор».
13 червня 1896 він помер у віці 72 років у Загребі і був похований у могилі біля свого сина на кладовищі Мирогой. Пізніше в цій самій могилі було поховано і його дружину, і дочку з її сім'єю.